# Cyclochernes montanus
Cyclochernes montanus är en spindeldjursart som beskrevs av Beier 1970. Cyclochernes montanus ingår i släktet Cyclochernes och familjen blindklokrypare. Inga underarter finns listade i Catalogue of Life.